# Русаковский
Русаковский — посёлок в Тавдинском городском округе Свердловской области России.

## Географическое положение
Посёлок Русаковский муниципального образования «Тавдинском городском округе» Свердловской области расположена в 25 километрах (по автотрассе в 42 километрах) к северо-востоку от города Тавда, на левом берегу реки Тавда.

## Население
| 2002 | 2010 |
| ---- | ---- |
| 2    | ↘0   |